# Carlos Medinaceli Lizarazu
Carlos Medinaceli Lizarazu (Tuctapari, Imperio español; (c. 4 de noviembre) 1789-La Paz, Bolivia; 28 de febrero de 1841) fue un militar del Ejército realista que se pasó a las filas insurgentes en marzo de 1825 y  logró la victoria en la Batalla de Tumusla, con la que terminó la administración y el poder realista en las provincias del Alto Perú.

## Biografía y nombramiento como Héroe nacional
Nació alrededor de 1790 en Tuctapari, en el sur del Alto Perú, descendiente lejano de los poderosos duques de Medinaceli. Murió en ciudad de La Paz el 28 de febrero de 1841.
Sus padres: Agustín Medinaceli y de la Zerda y Rosaura Lizarazu. Llegaron a estas tierras hacia 1785, por recomendación de la Corona española para realizar prospecciones en la provincia de Mizque, Cochabamba, y luego en la cordillera de los Chichas.
Carlos Medinaceli nació el 4 de noviembre de 1789 en circunstancias en que sus padres hacían viaje de la Villa Imperial de Potosí a los valles de Cotagaita. Hubo que interrumpir el viaje en el pueblo de Tuctapari, donde nació Carlos.
Se casó con Gabina Leaño Baspineiro, a la edad de 25 años en 1814, tuvo cuatro hijos. Uno de ellos Gabino de Medinaceli y Leaño, el primogénito, nació en 1815. Hijo de Gabino fue Zacarías de Medinaceli y Ferreira, quien como emergencia de la invasión chilena el litoral boliviano en 1879 se alistó en la 5.ª. División comandada por el general Narciso Campero y organizada con gentes de Cotagaita y Chichas, famosos desde la guerra de la independencia por su arrojo y constancia. Zacarías murió en la batalla de El Alto de la Alianza. Hijo legítimo suyo, fue Francisco Medinaceli y Villegas, padre de Carlos Medinaceli Quintana, escritor de la Chaskañawi. Francisco murió en 1945, en la casa de hacienda que construyera su tatarabuelo incorporado también a uno de los destacamentos de voluntarios que partieron hacia el lejano noroeste, a luchar contra los filibusteros que alentó el Brasil para apoderarse del Acre.
Se incorporó al ejército real en 1811 y luchó contra las tres Expediciones Auxiliadoras al Alto Perú. Se destacó especialmente en la batalla de Sipe Sipe (1815). Al año siguiente fue enviado a Porco, cerca de Potosí, a perseguir al audaz guerrillero Cardoso, al que logró vencer y decapitar. Volvió a vencer a otro grupo de guerrilleros en 1818, cerca del río Pilcomayo.
Fue ascendido a coronel en 1823 por el gobernador militar del Alto Perú, general Pedro Antonio de Olañeta. Cuando este se rebeló contra la autoridad del virrey José de la Serna, fue uno de sus más activos seguidores. Participó activamente de la campaña contra el general Jerónimo Valdés, hasta que éste tuvo que retirarse por la derrota realista en la Batalla de Junín. Se destacaba por su crueldad para con sus enemigos.
Después de la batalla de Ayacucho, Olañeta se negó a aceptar la rendición del Ejército Real del Perú y se mantuvo en actitud desafiante frente a las invasiones dirigidas por Antonio José de Sucre desde el norte y por el ejercito enviado por Arenales desde Salta. Pero muchos de los oficiales de Olañeta lo abandonaron rápidamente, y Sucre ocupó el Alto Perú sin resistencia.
Uno de los últimos oficiales que permanecieron leales a Olañeta fue el teniente coronel Medinaceli, pero cuando Olañeta ordenó a Medinaceli salir al cruce de Arenales, Medinaceli se pasó a los patriotas a las órdenes de Arenales, el cual estaba comandado por José María Pérez de Urdininea . Furioso, Olañeta lo atacó en la batalla del Tumusla el 1 de abril de 1825. Si bien no queda claro qué ocurrió en esa batalla, hay general acuerdo de que –apenas comenzada la batalla– Olañeta cayó herido de gravedad y que moriría pocas horas más tarde. Olañeta fue el último jefe realista del interior de América Española. Aún resistirían unos meses El Callao y Chiloé, fuera de las capitanías generales de Cuba y Puerto Rico.
Posteriormente, Medinaceli se unió poco después al ejército de Antonio José de Sucre y más adelante fue incorporado al ejército de la República de Bolívar con el grado de coronel, y al año siguiente fue nombrado gobernador de la provincia de Chichas. A partir de 1835, a órdenes de Andrés de Santa Cruz, Medinaceli participó en la guerra contra la Confederación Argentina. En 1838 se unió a la revolución de José Miguel de Velasco contra Santa Cruz y fue ascendido al rango de General de División en 1839 durante el gobierno de José Miguel de Velasco.
La ley N.º 1368 de 1 de abril de 2021, declara Héroe Nacional al "CnI. Carlos Medinaceli Lizarazu", militar patriota que luchó por la independencia de Bolivia, vencedor de la Batalla de Tumusla, el 1 de abril de 1825, última Batalla del Alto Perú, hoy Estado Plurinacional de Bolivia.
Si bien esta ley menciona como "Cnl" a Carlos Medinaceli Lizarazu, jurídicamente esta se debe interpretar como el grado que tenía en el momento de darse la Batalla de Tumusla, ya que posteriormente y por sus servicios militares en el ejército boliviano fue ascendido como ya se dijo al grado de General de División por ley de congreso de 9 de julio de 1839. Por lo tanto si bien la ley 1368 lo menciona como Coronel, lo correcto al momento de nombrarlo es General de División (Gral. Div) Carlos Medinaceli Lizarazu. 
Murió el 28 de febrero de 1841 (51 años) en La Paz, República de Bolivia

## Batalla de Tumusla
Por la importancia de Tumusla al haber caído el último español importante del continente, algunos historiadores plantean que Medinaceli sea considerado en Bolivia de la misma manera que Simón Bolívar y Antonio José de Sucre. Bolivia declaró su independencia el 6 de agosto de 1825, pero según algunos historiadores actuales la fecha patria debería festejarse el 1 de abril, fecha del triunfo de Medinaceli sobre Olañeta, ya que esa fue la fecha en que desapareció el último núcleo realista en el actual territorio boliviano. Según estos historiadores, Medinaceli compartiría el título de máximo libertador de Bolivia, junto a otros revolucionarios como Pedro Domingo Murillo o Juana Azurduy de Padilla, por encima de Bolívar y Sucre, ya que para cuando Bolívar llegó por primera vez al país para continuar la lucha revolucionaria, el dominio español ya había sido derrotado.
«Tenemos la satisfacción de anunciar al público la terminación de la guerra en el alto Perú… La América es ya libre de un polo a otro, y el tirano que la ha oprimido, ha perdido enteramente las esperanzas…», era la noticia principal que circulaba en los medios de prensa de la época, con júbilo se propagaba el acontecimiento ocurrido en Tumusla.
El último Mariscal español del continente y futuro Virrey Pedro Antonio de Olañeta murió derrotado por las tropas del coronel Medinaceli el 2 de abril luego de las heridas recibidas en la Batalla de Tumusla del 1 de abril de 1825.
En este día el general realista, entre las 3 de la tarde encontró al coronel Carlos Medinaceli en la quebrada de Tumusla y en el momento se trabó un porfiado combate, entre los 300 chicheños de Medinaceli y los 700 realistas de Olañeta, los que se dispersaron a las 7 de la noche, al ver caer a su general herido de muerte.
Medinaceli tomó 200 prisioneros de tropa y más de 20 oficiales con todas las armas, municiones y bagajes de los vencidos.
En una misiva enviada desde Tumusla el 1 de abril a media noche, el teniente coronel Medinaceli, le informa al mariscal José Antonio de Sucre que se encontraba en la Villa Imperial de Potosí, del enfrentamiento que hubo en tierras Chichas, exactamente en la región de Tumusla:
Con esta acción concluyó en el Alto Perú la guerra de la independencia iniciada en 1809 en Chuquisaca y La Paz.
El mariscal José Antonio de Sucre por la victoria de Tumusla le otorga el grado de "Coronel Efectivo", nombrándole en abril de 1826 Gobernador de la provincia de Chichas (cuando estuvo dentro del Ejército de Olañeta, fue ascendido a "Teniente Coronel"). Con Andrés de Santa Cruz estuvo en Yanacocha (13 de agosto de 1835), Socabaya (7 de febrero de 1836), Iruya (11 de junio de 1838) y Montenegro (24 de junio de 1838), obteniendo el grado de "General de Brigada" en 1836, fue el Congreso de Sicuani, Perú (17 de marzo de 1836), que le ascendió por sus servicios prestados a la Independencia de Latinoamérica.
Por sus servicios como militar a Bolivia Medinaceli fue ascendido al grado de General de División por ley de congreso de 9 de julio de 1839. Durante la presidencia de José Miguel de Velasco.